# 한겨레결체
한겨레결체는 한글의 트루타입 글꼴의 한 종류이다. 한겨레결체를 줄여서 '한결체'라고 부르기도 한다. 글꼴에는 한글 음절 1만1172자와 영문 94자, 특수기호 1천여자를 포함하고 있다.
한겨레신문사가 태시스템에 의뢰해 만들었다. 2005년 5월 16일 한겨레 창간 17주년을 맞아 출판한 기념호에서 첫선을 보였으며, 그 해 10월 9일 한글날을 맞아 자유롭게 내려받도록 공개했다. 대부분의 신문사에서 독자적으로 개발한 글꼴을 그 신문사만 사용하는 것과 달리, 신문사가 현재 사용하는 글꼴을 무료 배포하는 것은 처음 있는 일이었다. 그러나 저작권자 이외의 사람이 수정하지 못하며, 한겨레결체를 이용하여 출판물을 낼 경우 한겨레결체를 썼다는 것을 명시해야 하는 것이 단점으로 지적된다.
한겨레결체는 글자의 높낮이가 글자마다 가변적인 탈네모틀 글꼴이다.